# Energieteam Arena
Az Energieteam Arena egy német labdarúgó-stadion. Használója a másodosztályú SC Paderborn 07. Annak ellenére, hogy csupán 15 ezer férőhelyes, modernnek számít, mivel 2008. július 20. volt a megnyitás napja. Az első benne játszott meccs egy SC Paderborn 07-Borussia Dortmund találkozó volt, melyen 2-1-es dortmundi siker született. A paderborni városi futballaréna a jelenlegi előtt egy Hermann Löns Stadion nevű létesítmény volt, melyet 1957-től kezdve használtak egészen 2008-ig, elavultsága miatt váltották le.

## Fordítás
Ez a szócikk részben vagy egészben  az   Energieteam Arena című angol Wikipédia-szócikk fordításán alapul.  Az eredeti cikk szerkesztőit annak laptörténete sorolja fel. Ez a jelzés csupán a megfogalmazás eredetét és a szerzői jogokat jelzi, nem szolgál a cikkben szereplő információk forrásmegjelöléseként.